# Peça (heràldica)
En heràldica, una peça és una càrrega que, col·locada damunt el camper de l'escut, el limita mitjançant línies geomètriques de partició. A les representacions esculpides, i de vegades en el disseny, les peces sobreposades se solen representar amb un efecte de relleu en comparació amb el camper, sempre pla; en una representació gràfica, però, els efectes de relleu no s'utilitzen.
Les peces es defineixen en funció de la part que ocupen sobre l'escut, on tenen un lloc fix. Es diferencien de les altres càrregues com els mobles pel fet que les peces s'estenen fins a les vores de l'escut, i no són figuratives sinó de tipus geomètric. També a diferència dels mobles, les peces segueixen la regla del contrast d'esmalts, segons la qual no es pot sobreposar o juxtaposar metall amb metall o color amb color.
Es diferencien també de les simples particions que divideixen el camper amb una sola línia, les quals es poden combinar entre elles per formar escuts compostos (tercejats, quarterats, etc.) o repartits, i també de les repeticions d'elements que afecten els escuts sembrats.
Al mateix temps, poden servir de particions i poden anar carregades amb mobles o figures. A l'hora del blasonament, les peces es descriuen en primer terme, a excepció del cap.
Les més usuals són les següents:
- La faixa, el pal, la banda, la barra, el cap, el peu, la creu, el sautor, la perla, la pila, la pila transposada, la calça, la capa, la bordura, el francquarter, el cantó, el giró, el geminat, el trangle, la vergueta, l'escussó, l'orla, el treixor, el lambel antic...

## Tipologia
- Normalment es distingeix entre peces honorables i peces ordinàries. Aquesta distinció és molt fluctuant, depèn dels diversos autors i al capdavall no té gaire importància, ja que no influeix ni en la creació ni en el blasonament de l'escut.
- Quan una de les peces és menys ampla del que és habitual, es parla de peces disminuïdes.
- Es parla de peces compostes quan són formades per la combinació de dues o més peces.

## Peces honorables
Algunes d'aquestes peces, les més simples i antigues, s'anomenen peces honorables (o fonamentals, principals o de primer ordre), en contraposició a la resta, considerades «ordinàries» o «de segon ordre».

Escut de Berna, amb una banda carregada d'un os

Les peces honorables són prou amples per poder ser carregades (honrades) de mobles i figures. Les peces honorables bàsiques (el pal, la faixa, la banda, el cap...) tenen una amplària equivalent al terç de l'escut i s'estenen a banda i banda del camper, fins a tocar-ne la vora; per això peces com el franc camper (situat en un angle) o l'escussó (situat al mig) no són considerades peces honorables. No obstant això, poden fer més d'un terç d'ample quan estan carregades de mobles o figures, per a una millor llegibilitat del disseny (vegeu, per exemple, l'escut de Berna). Aquestes peces simples es poden combinar amb unes altres (vegeu més avall l'apartat corresponent a les peces compostes) i llavors originen una sèrie de peces (la creu, el sautor, etc.) que ocupen un espai més important.

Peces honorables bàsiques

Les peces honorables, que es troben en els escuts d'armes de la noblesa més antiga, són d'un nombre molt variable, segons l'opinió de cada autor.
Alguns en presenten una llista exhaustiva i arbitrària, d'altres intenten justificar-la amb criteris més o menys objectius. En tots aquests intents de classificació, la faixa (1), el cap (2), la banda (3), el pal (5) i el xebró (6) sembla que són les úniques que no qüestiona ningú. La barra (4, simètrica de la banda) completa sovint aquesta llista bàsica.

### Classificacions segons criteris objectius
La mida de la superfície
Ha de ser del terç de l'escut, i això és aplicable –a més de les peces no qüestionades– a la barra, el peu, la bordura i l'escussó (que cal no confondre amb l'escudet). Segons aquest criteri s'haurien de classificar també com a peces honorables el flanc dextre i el flanc sinistre, però es tracta d'unes peces molt rares.
La col·locació tocant les vores
Les peces han de tocar almenys dues vores del camper (les peces més antigues necessitaven estar enganxades físicament a les vores de l'escut). Aquest criteri coincideix amb la llista precedent –excepte pel que fa a l'escussó– i introdueix un gran nombre d'altres peces, entre les quals la creu, el sautor, el francquarter, la perla, etc.
La repetibilitat
Són peces que tenen la capacitat de generar la seva repetició en nombre (és el que s'anomena una repartició convinent): ho són les no qüestionades (tot i que el cap sembla difícilment repetible) més la barra.

### Classificacions basades en llistes exhaustives

Les peces honorables segons el Larousse de 1923

Són ben nombroses, aquí només hi ha exemples segons alguns autors, amb les peces que s'afegeixen a les «no qüestionables» esmentades abans.
- Amédée de Foras: +3 (barra, creu, sautor).
- L.-A. Duhoux d'Argicourt: +6 (barra, creu, sautor, francquarter, giró, peu).
- Jouffroy d'Eschavannes: +7 (barra, creu, sautor, francquarter, giró, escussó, peu, aquesta última només després de Napoleó).
- A. O'Kelly de Galway: +2 (creu, sautor).
- Llupià: +4 (creu, sautor, giró, orla).[1]
- Martí de Riquer: +3 (creu, sautor, peu).[2]
- Armand de Fluvià: +5 (barra, creu, sautor, peu, bordura).[3]
- Larousse, que no sembla una referència gaire fiable: l'equipol·lat il·lustrat aquí no és una peça sinó una partició; a l'edició del 2004 es va corregir, però en canvi hi ha altres errors, com ara un blasonament fals per a la capa, la calça, l'abraç i la gaia; fa un disseny de l'orla que no correspon a la definició mateixa del Larousse.

## Peces ordinàries
Les peces ordinàries (també anomenades menys honorables, secundàries o de segon ordre) són les més difícils de definir perquè sembla que hi ha tantes definicions com a autors que en parlin.
Un primer sistema peremptori consisteix a definir-les per extensió, és a dir, fer-ne una llista exhaustiva.
Un segon sistema és segons el criteri objectiu «que tinguin un lloc fix sobre l'escut», però amb la restricció «que no siguin una peça honorable». Però aquest criteri és també ben subjectiu, ja que, com es pot veure més amunt, la llista de les peces honorables no està definida universalment.
A més a més, les peces honorables reduïdes de mida (com la cinta, que és la meitat d'una faixa), segons alguns passen a ser peces de segon ordre i, en canvi, segons uns altres formen una categoria particular (la de les peces disminuïdes).
Tots aquests termes formen part del llenguatge especialitzat heràldic i no influeixen en el blasonament.
Com a llista orientativa, l'heraldista Armand de Fluvià defineix com a peces ordinàries l'escussó, el francquarter, la gaia, la gamma, el giró, el mantell, l'orla, la perla, la pila i el semicercle.

Gaia
Perla
Pila
Pila transposada

## Peces disminuïdes
En general, s'anomenen peces disminuïdes aquelles que han estat reduïdes en una de les seves dimensions, tot i que habitualment el terme s'utilitza per qualificar les peces reduïdes només en amplària.
Aquesta denominació utilitzada en certes classificacions de les càrregues heràldiques fa que apareguin nombroses diferències de definició.
Segons la classificació d'Armand de Fluvià, se'n presenten tres varietats (entre parèntesis, la peça de la qual prové):
- les peces disminuïdes de primer grau: el cantó (francquarter), la cinta o faixa en divisa (faixa), el comble (cap), la cotissa (banda), la creu estreta (creu), la filiera (bordura), el flanquís (sautor), la llista (barra), la plana (peu), la vergueta (pal) i el xebronet (xebró);
- les peces disminuïdes de segon grau: la barreta (llista), el bastó (cotissa) i els filets (de bordura, de creu, de faixa, de pal, de sautor o de xebró);
- les peces disminuïdes atípiques: la burela (6 o més cintes en nombre parell), el geminat (2 filets), el trangle (5 o més cintes en nombre senar), la travessa en banda (cotissa abscissa), la travessa en barra (barreta abscissa), el treixor (orla florada) i la trina (3 filets).

Geminat
Travessa en barra
Treixor doble
Trina

## Peces compostes
S'anomenen peces compostes o combinades aquelles formades per la combinació d'altres, però amb característiques pròpies, com la banda faixa, la barra faixa, la bordura banda, el cantó banda, el cap banda, la creu banda, la faixa semipal, el semipal gaia, el xebró peu...
Algunes de les peces compostes tenen noms propis com la creu (resultat de la unió d'un pal i una faixa), la perla (un xebró revessat i la meitat inferior d'un pal), el sautor (una banda i una barra) i el xebró (les meitats inferiors d'una banda i una barra).

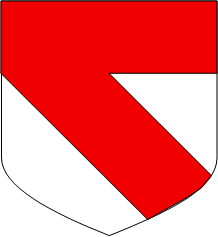
Cap banda
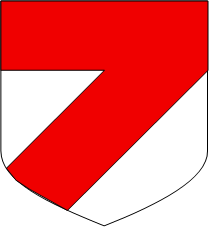
Cap barra
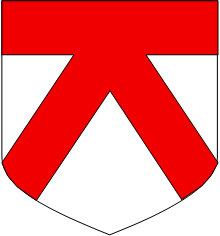
Cap xebró
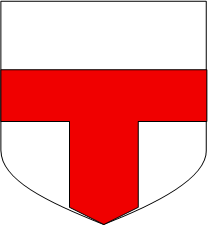
Faixa semipal